# Jbel Lahbib
Jbel Lahbib (franska: Jbel Lahbib (CR), Jbel Lahbib (Commune Rurale), arabiska: بني يدر) är en kommun i Marocko.   Den ligger i provinsen Tétouan och regionen Tanger-Tétouan-Al Hoceïma, i den norra delen av landet, 190 km nordost om huvudstaden Rabat. Antalet invånare är 3 096.